# Duston
Duston – wieś w Anglii, w hrabstwie Northamptonshire, w dystrykcie (unitary authority) West Northamptonshire. Leży 4 km na zachód od miasta Northampton i 100 km na północny zachód od Londynu. Miejscowość liczy 15 565 mieszkańców.